# The Honeymooners

Jackie Gleason, Art Carney e Audrey Meadows.

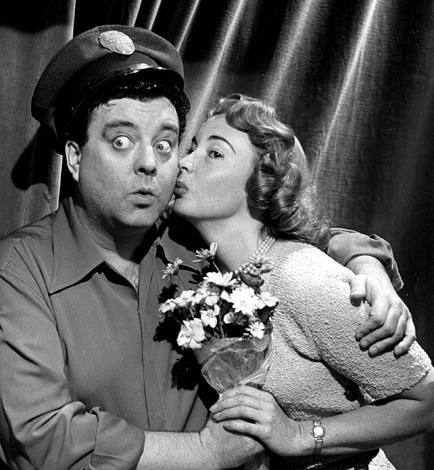
Jackie Gleason e Audrey Meadows.

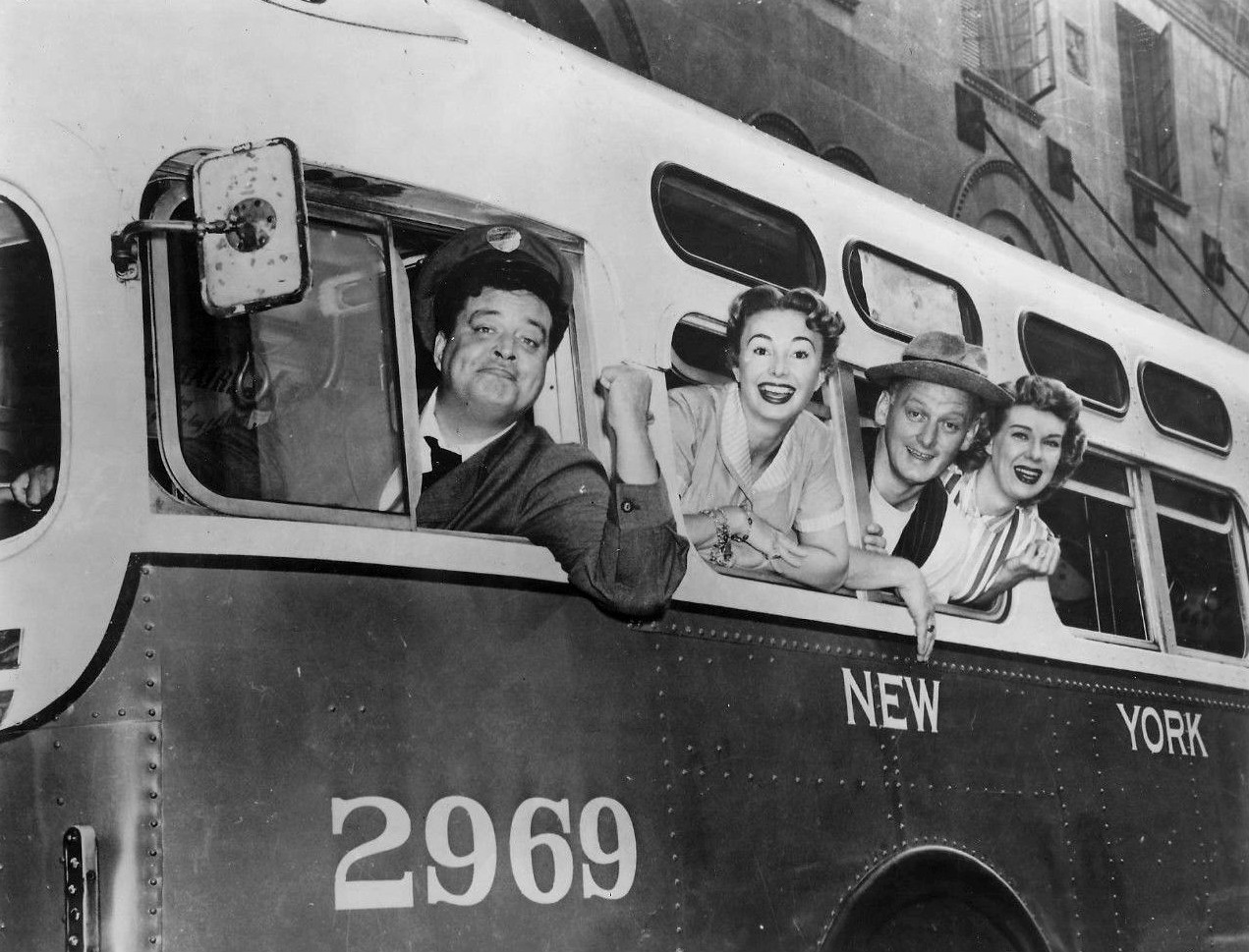
Jackie Gleason, Audrey Meadows, Art Carney e Joyce Randolph.

The Honeymooners è una serie televisiva statunitense in 39 episodi trasmessi per la prima volta nel corso di una sola stagione dal 1955 al 1956.
È una sitcom originata dagli sketch comici andati in onda sulla rete DuMont nel programma Cavalcade of Stars e successivamente sulla CBS in The Jackie Gleason Show presentato da Jackie Gleason. Debuttò come una serie autonoma con episodi di mezz'ora filmati davanti ad un pubblico dal vivo il 1º ottobre 1955. Nella sua unica stagione regolare dovette subito affrontare la concorrenza del The Perry Como Show e non fu rinnovata per un'altra stagione. L'episodio finale andò in onda il 22 settembre 1956. Gli sketch relativi al mondo immaginario di The Honeymooners furono comunque prodotti e trasmessi all'interno del The Jackie Gleason Show fino al 1970 (dal 1976 al 1978 furono poi prodotti 4 episodi speciali di cui uno commemorativo per i 25 anni dalla nascita della serie intitolato The Second Honeymoon).
I personaggi della serie, e in particolare i Kramden, furono gli ispiratori dei personaggi de Gli antenati, Fred e Wilma, creati nel 1959 da Hanna e Barbera.
In Italia la serie è inedita.

## Trama
The Honeymooners si concentra su quattro personaggi principali all'interno di un condominio di Brooklyn, al 328 di Chauncey Street, nel quartiere di Bushwick. Il personaggio principale, interpretato da Jackie Gleason, è Ralph Kramden, un autista di autobus per l'immaginaria Gotham Bus Company. Non si vede mai alla guida di un bus (tranne che in foto pubblicitarie), ma viene spesso mostrato al deposito degli autobus. Ralph è frustrato dalla sua mancanza di successo, ed è desideroso di diventare ricco nel modo più veloce possibile. Ralph è molto irascibile, spesso emette grugniti, insulti e minacce. Ben nascosto sotto i molti strati di spacconate, tuttavia, vi è un uomo dal cuore tenero che ama sua moglie Alice, donna più equilibrata rispetto a lui ma dalla lingua tagliente e sarcastica, ed è fraterno con il suo migliore amico, Ed Norton, che lavora per il sistema fognario di New York e che abita al piano di sopra. Per la sua natura caratteriale scanzonata e bonaria, Ed si becca spesso gli insulti di Ralph ai quali controbatte regolarmente non mancando di buttarlo fuori dall'appartamento se irritato oltre misura. Trixie è la moglie di Ed e migliore amica di Alice.

## Personaggi e interpreti

### Personaggi principali
- Ralph Kramden (39 episodi, 1955-1956), interpretato da Jackie Gleason.
- Edward "Ed" Lillywhite Norton (40 episodi, 1954-1956), interpretato da Art Carney.
- Alice Kramden (40 episodi, 1954-1956), interpretata da Audrey Meadows.
- Thelma "Trixie" Norton (37 episodi, 1954-1956), interpretato da Joyce Randolph.

### Personaggi secondari
- Fred (14 episodi, 1955-1956), interpretato da George Petrie.
- Barney (10 episodi, 1955-1956), interpretato da Frank Marth.
- Installatore di telefoni (8 episodi, 1955-1956), interpretato da Eddie Hanley.
- Barber sulla sinistra (5 episodi, 1955-1956), interpretato da Sammy Birch.
- Annunciatore (5 episodi, 1955-1956), interpretato da Jack Lescoulie.
- Amministratore cittadino (4 episodi, 1955-1956), interpretato da Les Damon.
- Frank MacGillicuddy (4 episodi, 1955-1956), interpretato da John Gibson.
- Presidente del Raccoon Lodge (4 episodi, 1955-1956), interpretato da Cliff Hall.
- Barbiere (4 episodi, 1955-1956), interpretato da Victor Rendina.
- Bill Davis (3 episodi, 1955-1956), interpretato da Dick Bernie.
- Bandleader (3 episodi, 1955-1956), interpretato da Ray Bloch.
- Mr. Parker (3 episodi, 1955-1956), interpretato da Jack Davis.
- J. J. Marshall (3 episodi, 1955-1956), interpretato da John Griggs.
- Sé stessi (3 episodi, 1955-1956), interpretato da The June Taylor Dancers.
- Mrs. Gibson, madre di Alice (3 episodi, 1955-1956), interpretata da Ethel Owen.
- Dottor Hyman (3 episodi, 1955-1956), interpretato da John Seymour.
- Zio Leo (3 episodi, 1955-1956), interpretato da Calvin Thomas.
- Mrs. Manicotti (3 episodi, 1956), interpretata da Zamah Cunningham.

## Produzione
La serie, creata da Jackie Gleason sotto forma di sketch comici all'interno del programma televisivo Cavalcade of Stars, fu prodotta da Jackie Gleason Enterprises e Paramount Television e filmata al teatro Adelphi a New York. Le musiche furono composte da Sammy Spear. Il regista è Frank Satenstein.

### Sceneggiatori
Tra gli sceneggiatori sono accreditati:
- Marvin Marx in 16 episodi (1955-1956)
- Walter Stone in 16 episodi (1955-1956)
- Leonard Stern in 14 episodi (1955-1956)
- Sydney Zelinka in 14 episodi (1955-1956)
- Herbert Finn in 9 episodi (1955-1956)
- A.J. Russell in 9 episodi (1955-1956)

## Distribuzione
La serie fu trasmessa negli Stati Uniti dal 1º ottobre 1955 al 22 settembre 1956 sulla rete televisiva CBS. È stata distribuita anche in Spagna con il titolo Los recién casados.

## Episodi
| Stagione       | Episodi | Prima TV USA |
| -------------- | ------- | ------------ |
| Prima stagione | 39      | 1955-1956    |